# Conférence de Perpignan (1415)
La Conférence de Perpignan est une conférence ayant eu lieu pendant les mois de septembre et octobre 1415, à laquelle assistent Sigismond de Hongrie, une délégation du concile de Constance, Ferdinand Ier d'Aragon, Vincent Ferrier et plusieurs ambassadeurs.
Sigismond de Hongrie se rend en Roussillon à la mi-septembre 1415. Il y rencontre à Perpignan Ferdinand Ier d'Aragon et Benoît XIII. Il en repart le 5 novembre 1415 sans avoir réussi à convaincre Benoît XIII d'abdiquer.
Cependant, ce dernier perd le soutien de Ferdinand Ier et Vincent Ferrier. 